# بهاد بهابي
دانييل بيسكويتز بريغولي (بالإنجليزية: Danielle Peskowitz Bregoli)‏ (من مواليد 26 مارس 2003)، معروفة باسمها المسرحي بهاد بهابي، وهي مغنية راب أمريكية ومن مشاهير الإنترنت، من بوينتون بيتش، فلوريدا. أصبحت معروفة لأول مرة في برنامج دكتور فيل في سبتمبر 2016. وفي عام 2017، أصبحت بريغولي أصغر مغنية راب على الإطلاق تظهر في ترتيب بيلبورد هوت 100

## الحياة السابقة
ولدت بريغولي في بوينتون بيتش بولاية فلوريدا ، كانا والداها على علاقة، إيرا بيسكوفيتز وباربارا آن بريغولي ، لمدة عام قبل أن تصبح والدة بريجولي حاملة، وانفصلت لاحقًا عندما كانت بريغولي رضيعة، نشأت في بوينتون بيتش، وهي مدينة في مقاطعة بالم بيتش ، في جنوب فلوريدا ، والدها يهودي وأمها من أصل إيطالي، نشأت بريغولي في أسرة كاثوليكية، من قبل والدتها في المقام الأول، وهي بعيدة عن والدها، وهو نائب يعمل في مكتب مقاطعة بالم بيتش.
وذكرت أنها تواعد الفتيان والفتيات في أغنيتها "Bhad Bhabie Outro" وأنها عاشت مع صديقتها السابقة التي تدعى غابي.  ومع ذلك، لم تؤكد ميولها الجنسي.

## روابط خارجية
- بهاد_بهابي على موقع IMDb (الإنجليزية)
- بهاد_بهابي على موقع ميوزك برينز (الإنجليزية)
- بهاد_بهابي على موقع أول ميوزيك (الإنجليزية)
- بهاد_بهابي على موقع ديسكوغز (الإنجليزية)
- بهاد_بهابي على موقع قاعدة بيانات الفيلم (الإنجليزية)